# Stéphane Dovert
Stéphane Dovert, né le 17 mars 1966, est un spécialiste français de l'histoire et des sciences politiques de l'Asie du Sud-Est. 

## Biographie
Stéphane Dovert a été attaché culturel au Viêt Nam avant de fonder et de diriger à Bangkok l'IRASEC (Institut de Recherche sur l’Asie du Sud-Est contemporaine), de 1998 à 2003. Il a également été chef de la division de l'écrit et des médiathèques au ministère français des Affaires étrangères et européennes et conseiller de coopération et d’action culturelle en Birmanie, en Malaisie et pour la région Caraïbes.
Il est l'auteur et l'éditeur scientifique de nombreux essais et publications sur l'Asie du Sud-Est, ainsi que de romans se déroulant dans cette région.
Depuis 2019, il est conseiller de coopération et d’action culturelle à l'ambassade de France en Indonésie et directeur de l'Institut français d'Indonésie.

## Publications
Essais/travaux de recherche
- Timor-Est, le Génocide oublié, droit d'un peuple et raisons d'États, L'Harmattan, 1992
- L'Indonésie et la Nouvelle-Guinée occidentale, L'Harmattan, 1996
- Indonésie - un demi-siècle de construction nationale, avec Françoise Cayrac-Blanchard et Frédéric Durand (eds), L'Harmattan, 2000
- Thaïlande contemporaine, L'Harmattan-Irasec, 2001[2], réédité en 2011.
- Les Musulmans d'Asie du Sud-Est face aux vertiges de la radicalisation, avec Rémy Madinier, Les Indes savantes, 2003
- Viêtnam contemporain, avec Benoît de Tréglodé, Les Indes savantes-Irasec, 2004
- Réfléchir l'Asie du Sud-Est, Les Indes savantes-Irasec, 2004
- Les Rohingya de Birmanie, Aux Lieux d’Être, 2007
- Birmanie contemporaine, Les Indes savantes-Irasec, 2008
- Malaisie-France, un voyage en nous-mêmes,, ITBM-Arkuiris, 2013
- Les Rohingya de Birmanie, Arakanais, musulmans et apatrides,, AkR-Arkuiris, 2016.

Romans et direction d'anthologies
- L'Ombre de l’ornithorynque, l'Harmattan, 2001[3] puis réédité L'Ombre de l’ornithorynque, Arkuiris, 2013
- Les Magnolias du Divin, AkR-Arkuiris, 2004
- Le Cannibale et les Termites, Métailié, 2009
- Poésie birmane contemporaine - Anthologie, avec Jimmy Kyaw Nyunt Lynn (eds), éditions Arkuiris, 2012
- Hommes et animaux : demain, ailleurs, autrement, direction d'anthologie de nouvelles, préface par Allain Bougrain-Dubourg,, Arkuiris, 2015.
- Entre Rêves et irréalité, direction d'anthologie de nouvelles,, Arkuiris, 2017.
- Une Terre trop humaine, recueil de 16 nouvelles, Arkuiris, 2023.

Poésies et nouvelles
- Halim, Pierre et le loup, Le Banian no 14, 2012
- La Poutre, Pantouns-Lettres de Malaisie no 2, 2012
- Nuit, Pantouns-Lettres de Malaisie no 2, 2012
- L’Orage violent, Pantouns-Lettres de Malaisie no 3, 2013
- L’ablette frétille, Pantouns-Lettres de Malaisie no 3, 2013
- Lampe dorée, alcool ambré, Pantouns-Lettres de Malaisie no 4, 2013
- Petit chien fou et collier bleu, Pantouns-Lettres de Malaisie no 4, 2013
- Le grand changement d'échelle in "Les Maladies du futur", éditions Arkuiris, 2013
- Couleur de cuivre au vert de gris, Lierre en liane sourd du mur, Pantouns-Lettres de Malaisie n°7,, 2013
- Des cauchemars pour l'Anthropocène, in revue Galaxies n°52, 2018.
- Fast and Fungus, in revue Géante Rouge, n°27, 2019.

Jeux de rôle
- « Dans les griffes d'Azathoth », Chroniques d'outre-monde, no 8,‎ juillet 1987 (lire en ligne)[4]